# Herb gminy Kołobrzeg
Herb gminy Kołobrzeg – jeden z symboli gminy Kołobrzeg, ustanowiony 5 marca 2004.

## Wygląd i symbolika
Herb przedstawia na tarczy w polu czerwonym złote słońce wyłaniające się zza fal morskich, nad którym widnieją dwa pastorały, a nad nimi wznosi się mitra biskupia. Insygnia biskupie symbolizują przynależność tych ziem do biskupstwa kamieńskiego do 1534 roku, to jest do czasów przyjęcia protestantyzmu w księstwie Gryfitów. Słońce i fale morskie podkreślają wypoczynkowy charakter gminy.